# Чемпионат Украины по футболу среди женщин 1999
Чемпионат Украины по футболу 1999 года среди женских команд (укр. Чемпіонат України з футболу 1999 року серед жіночіх команд) — 8-й Чемпионат Украины по футболу среди женщин. Турнир стартовал 14 мая, а завершился 14 сентября 1999 года. Чемпионом Украины в пятый раз за последние шесть лет стала «Дончанка».

## Участники
В чемпионате в 1999 году принимали участие 4 команды. По сравнению с прошлым сезоном в составе участников произошло одно изменение: львовскую «Львовянку» в турнире заменила столичная команда «Киевская Русь».
| Клуб           | Город     |
| -------------- | --------- |
| Дончанка       | Донецк    |
| Киевская Русь  | Киев      |
| Легенда-Чексил | Чернигов  |
| Графит         | Запорожье |

## Турнирная таблица
|   | Дончанка (Донецк)         | ~        | 2:0 1:0 | 1:0 4:0 | 15:0 11:0 | 12 | 10 | 1 | 1  | 52 — 3  | 31 |
|   | Легенда-Чексил (Чернигов) | 1:0 0:1  | ~       | 2:1 +:- | 4:0 9:0   | 12 | 8  | 1 | 3  | 30 — 7  | 25 |
|   | Графит (Запорожье)        | 1:2 1:1  | 2:2 0:1 | ~       | 9:1       | 11 | 3  | 2 | 6  | 27 — 15 | 11 |
| 4 | Киевская Русь (Киев)      | 0:3 0:11 | 0:6 0:5 | 1:8 0:5 | ~         | 11 | 0  | 0 | 11 | 2 — 86  | 0  |